# 寶可夢飛機

兩架全日空的寶可夢飛機，攝於2006年3月

寶可夢飛機（日语：ポケモンジェット），舊稱神奇寶貝飛機，是指由多家航空公司營運、多架繪有寶可夢塗裝的飛機。飛機的外部塗有各種寶可夢的圖案，內部裝飾以寶可夢為主題。儘管全日空航空公司於2016年停止使用這些塗裝，但2020年起再次推出寶可夢彩繪飛機，包括空之子航空、Air Do和天馬航空。2022年，酷航成為第一家推出寶可夢塗裝的非日本籍航空公司，同年晚些時候又推出了中華航空和德威航空版本，至於全日空則到2023年重新推出了時隔7年的寶可夢飛機。2024年又推出了嘉鲁达印尼航空版本。

## 歷史
1996年寶可夢的出現以及隨之而來跟寶可夢相關的熱潮之後，全日本空輸於1998年7月1日推出第一架寶可夢飛機，與電影《神奇寶貝劇場版：超夢的逆襲》同步上線。首批亮相的兩架飛機分別是波音747-400D（JA8965）和波音767-300（JA8569），每架飛機都展示當時包括皮卡丘在內登場的151個寶可夢角色。由於該飛機的受歡迎程度較高，因此第三架寶可夢飛機（波音767）在幾週後亮相，隨後三架飛機被引入日本的眾多國內航班中營運。第四架飛機是波音747-400，於1999年2月塗上寶可夢塗裝，主要用於該航空公司的北美航線，因此被全日空稱之為《寶可夢飛機美國版》。該飛機與前三架飛機相同，只是垂直尾翼上保留著ANA字母，並於1999年2月24日首飛紐約市肯尼迪國際機場。1999年3月，全日空宣布第五架飛機將以寶可夢圖案進行塗裝，並舉辦了一場徵選，在徵選當中，介於6歲到12歲之間的兒童提交眾多參賽作品，而這一消息被宣布的時間恰逢1999年夏天《神奇寶貝劇場版：夢幻神奇寶貝 洛奇亞爆誕》在日本上映，最終獲獎設計於1999年6月20日在大阪市的波音747-400D（JA8964）上推出，此後不久，同樣的設計又出現在兩架波音767-300（JA8288和JA8357）。
2011年，一架波音777-300（JA754A）被塗上寶可夢塗裝，上面印有《寶可夢 黑／白》電子遊戲中的角色。全日空原本打算讓兒童對這架寶可夢飛機的塗裝設計進行投票，但由於2011年日本東北地方太平洋近海地震而被取消。該飛機被稱為“和平噴氣機”，因為所選的塗裝設計旨在表達對一個充滿和平的世界的願望。這架寶可夢噴射客機就在《神奇寶貝劇場版：比克提尼與黑英雄 捷克羅姆/白英雄 雷希拉姆》在日本電影院上映兩天后於2011年7月18日投入日本國內線使用。然而2013年10月8日，披上寶可夢塗裝的JA8956和JA8957伴隨全日空將計畫除役所有該航空公司擁有的波音747而被卸除，隨後JA754A在2016年4月14日改回全日空標準塗裝，因此已無寶可夢飛機在服役。
2020年12月19日，空之子航空開始服役一架帶有椰蛋樹塗裝的波音737-800（JA812X），不僅成為第一架以單一而不是整體的寶可夢為特色的波音飛機，更因為空之子航空的總部設在宮崎機場而使椰蛋樹於2020年10月成為官方的「支持寶可夢」（英語：Support Pokémon）。2021年6月21日，天馬航空開始服役一架塗有皮卡丘制服的波音737-800（JA73AB），名為“寶可夢空中冒險”，並希望利用皮卡丘來幫助促進沖繩縣的旅遊業。當乘客登上這架飛機時，除了擁有神奇寶貝主題的座椅和機組人員之外，迎接他們的還有《寶可夢 劍／盾》的神奇寶貝中心主題。作為機上茶點服務的一部分，還有寶可夢主題的杯子（和便利設施）和特別限量版奇巧巧克力，甚至皮卡丘航線的自助報到機台也以皮卡丘的顏色裝飾。在有限的時間內，日本Pokémon GO玩家可以在飛機所服務航線的機場找到穿著嘉利吉襯衣的特殊皮卡丘。同年11月19日，Air Do推出一架塗有六尾塗裝的波音767-300（JA607A），名為“六尾彩繪機”（日语：ロコンジェット），該航空公司計劃使用特殊塗裝5年，並於2021年12月開始使用。該設計由飛機兩側的六尾兩種形式組成：左舷是阿羅拉地區的六尾，而右舷則是關都地區的六尾。2022年5月30日，天馬航空推出第二架寶可夢噴氣機（JA73NG），名為「皮卡丘彩繪機 BC2」，並計畫在沖繩、那霸和下地島之間的航線上運營，並將以這種特殊的塗裝繼續服務五年。
2022年7月17日，酷航推出一架塗有寶可夢塗裝的波音787-9（9V-OJJ），成為第一家推出神奇寶貝噴氣式飛機的非日本籍航空公司。同年9月30日，中華航空引進一架塗有寶可夢塗裝的空中客车A321neo（B-18101），名為「皮卡丘彩繪機 CI」，成為第二家引進寶可夢飛機的非日本籍航空公司，也是全球第一架、唯一一架使用空中巴士生產之客機作為寶可夢飛機的成員，並將運營來往台灣和日本各個城市的航班。同年12月28日，德威航空推出一架帶有寶可夢塗裝的波音737-800（HL8306），名為「皮卡丘彩繪機 TW」，從而成為第三家推出神奇寶貝噴氣機的非日本籍航空公司，並將服務從韓國飛往日本和台灣的航班。
2023年1月18日，空之子航空推出一架塗有「Nassy Jet Miyazaki」（日语：ナッシージェット宮崎）的波音737-800（JA803X），以寶可夢椰蛋樹和熱帶自然設計為特色。同年3月26日，全日空推出一架塗有寶可夢塗裝的波音787-9（JA894A），名為「皮卡丘彩繪機 NH」，這是全日空自2016年以來的第一款神奇寶貝塗裝，不僅將以東京羽田機場為基地，在多條國際航線上運營，更是以這種特殊塗裝繼續服役五年。5月30日，印尼鷹航宣布將引進兩架波音737-800，每架飛機上都有獨特的寶可夢角色，預計將於2023年底推出。6月25日，全日空又推出以伊布為主題的波音777-300ER（JA784A）「伊布彩繪機 NH」，將服役東京羽田來往美國與倫敦長途航線。

## 乘客評價
搭乘寶可夢飛機的乘客可以獲得滿滿的寶可夢體驗，飛機艙內和機組人員均以寶可夢主題裝飾，包括頭枕、空服員制服、食品容器、機上娛樂設施和紀念品袋。全日空報告稱，有了寶可夢飛機加入運營，乘客數量有所增加。

## 寶可夢飛機列表
| 照片                 | 航空公司       | 機型                | 註冊編號 | 揭露年分   | 塗裝卸除年分         | 飛機退役年分 | 左側 機鼻至機尾                                                                                | 右側 機鼻至機尾                                                                              | 備註                                                                        |
| -------------------- | -------------- | ------------------- | -------- | ---------- | -------------------- | ------------ | ---------------------------------------------------------------------------------------------- | -------------------------------------------------------------------------------------------- | --------------------------------------------------------------------------- |
|                      | 全日本空輸     | 波音747-400D        | JA8965   | 1998年     | 2001年               | 2013年6月    | 皮皮、皮卡丘、波克比、夢幻、超夢、卡比獸                                                       | 胖丁、皮卡丘、可達鴨、傑尼龜、妙蛙種子                                                       |                                                                             |
|                      | 全日本空輸     | 波音767-300-300     | JA8569   | 1998年     | 2001年               | 2018年12月   | 皮皮、皮卡丘、波克比、夢幻、超夢、卡比獸                                                       | 胖丁、皮卡丘、可達鴨、傑尼龜、妙蛙種子                                                       |                                                                             |
|                      | 全日本空輸     | 波音767-300         | JA8578   | 1998年     | 2001年               | 2017年8月    | 皮皮、皮卡丘、波克比、夢幻、超夢、卡比獸                                                       | 胖丁、皮卡丘、可達鴨、傑尼龜、妙蛙種子                                                       |                                                                             |
|                      | 全日本空輸     | 波音747-400         | JA8962   | 1998年     | 2006年               | 2010年       | 皮皮、皮卡丘、波克比、夢幻、超夢、卡比獸                                                       | 胖丁、皮卡丘、可達鴨、傑尼龜、妙蛙種子                                                       |                                                                             |
|                      | 全日本空輸     | 波音747-400D        | JA8964   | 1998年     | 2006年               | 2011年       | 皮卡丘、瑪力露、迷你龍、拉普拉斯、呆呆獸、墨海馬                                               | 波克比、皮卡丘、胖丁、芭瓢蟲、電擊怪、喵喵                                                   |                                                                             |
|                      | 全日本空輸     | 波音767-300         | JA8288   | 1999年     | 2006年               | 2014年9月    | 皮卡丘、瑪力露、迷你龍、拉普拉斯、呆呆獸、墨海馬                                               | 波克比、皮卡丘、胖丁、芭瓢蟲、電擊怪、喵喵                                                   |                                                                             |
| （照片為塗裝卸除後） | 全日本空輸     | 波音767-300         | JA8357   | 1999年     | 2006年               | 2016年2月    | 皮卡丘、瑪力露、迷你龍、拉普拉斯、呆呆獸、墨海馬                                               | 波克比、皮卡丘、胖丁、芭瓢蟲、電擊怪、喵喵                                                   |                                                                             |
|                      | 全日本空輸     | 波音747-400D        | JA8957   | 2004年5月  | 2013年10月           | 2013年11月   | 時拉比、正電拍拍、負電拍拍、代歐奇希斯、波克基古、小卡比獸、基拉祈、拉帝歐斯、拉帝亞斯、皮卡丘 | 夢幻、皮丘兄弟、木守宮、水躍魚、喵喵、洛奇亞、炎帝、皮卡丘                                   |                                                                             |
|                      | 全日本空輸     | 波音747-400D        | JA8956   | 2004年11月 | 2013年10月           | 2013年11月   | 皮卡丘、皮丘兄弟、夢幻、小果然、露力麗、飄浮泡泡、美麗花、皮卡丘                               | 皮卡丘、負電拍拍、正電拍拍、毽子花、走路草、寶寶丁、大顎蟻、毽子花、小卡比獸、毒薔薇、皮卡丘 |                                                                             |
|                      | 全日本空輸     | 波音777-300         | JA754A   | 2011年     | 2016年5月            | 無           | 水水獺、皮卡丘、比克提尼、捷克羅姆、火紅不倒翁、花椰猴、滑滑小子、皮卡丘                       | 暖暖豬、皮卡丘、藤藤蛇、萊希拉姆、喵喵、牙牙、食夢夢、皮卡丘                                 |                                                                             |
|                      | 空之子航空     | 波音737-86N         | JA812X   | 2020年12月 | 無（預計2022年夏季） | 無           | 椰蛋樹（阿羅拉的樣子）                                                                         | 椰蛋樹（一般的樣子）                                                                         |                                                                             |
|                      | 天馬航空       | 波音737-86N         | JA73AB   | 2021年6月  | 無（預計2026年）     | 無           | 皮卡丘                                                                                         | 皮卡丘                                                                                       | 「皮卡丘彩繪機 BC1」                                                        |
|                      | Air Do         | 波音767-300         | JA607A   | 2021年12月 | 無（預計2026年夏季） | 無           | 六尾（阿羅拉的樣子）                                                                           | 六尾（一般的樣子）                                                                           | [ 33 ]                                                                      |
|                      | 天馬航空       | 波音737-86N         | JA73NG   | 2022年5月  | 無（預計2027年夏季） | 無           | 謝米（天空型態）、吼鯨王、皮卡丘、鯉魚王                                                       | 皮卡丘、吼鯨王、謝米（天空型態）、太陽珊瑚                                                   | 「皮卡丘彩繪機 BC2」                                                        |
|                      | 酷航           | 波音787-9           | 9V-OJJ   | 2022年7月  | 無（預計2027年）     | 無           | 皮丘、皮卡丘、謝米（天空型態）、可達鴨、時拉比、拉普拉斯                                       | 皮卡丘、時拉比、皮丘、可達鴨、大竺葵、拉普拉斯                                               | 「皮卡丘彩繪機 TR」                                                         |
|                      | 中華航空       | 空中巴士 A321-271NX | B-18101  | 2022年9月  | 無 （預計2027年）    | 無           | 皮卡丘、胖丁、卡比獸、食夢夢、呆呆獸、青綿鳥                                                   | 皮卡丘、波克基斯、卡比獸、熊寶寶、謝米（天空型態）                                           | 「皮卡丘彩繪機 CI」，全寶可夢飛機家族中唯一使用空中巴士生產之客機作為彩繪機 |
|                      | 德威航空       | 波音737-800         | HL8306   | 2022年12月 | 無（預計2027年）     | 無           | 皮卡丘 謝米（天空型態） 傑尼龜 伊布 美洛耶塔（歌聲形態） 妙蛙種子                              | 皮卡丘 小火龍 風速狗 美洛耶塔（舞步形態） 胖丁                                               | 「皮卡丘彩繪機 TW」                                                         |
|                      | 空之子航空     | 波音737-86N         | JA803X   | 2023年3月  | 無（預計2026年）     | 無           | 椰蛋樹（阿羅拉的樣子） 長翅鷗 椰蛋樹 雷丘（阿羅拉的樣子） 蛋蛋                                 | 雷丘（阿羅拉的樣子） 椰蛋樹（阿羅拉的樣子） 椰蛋樹 美麗花 巨翅飛魚                           | [ 37 ]                                                                      |
|                      | 全日本空輸     | 波音787-9           | JA894A   | 2023年4月  | 無（預計2028年）     | 無           | 彩粉蝶 烈空坐 時拉比 電飛鼠 木木梟 噴火龍                                                      | 彩粉蝶 波克基斯 皮卡丘 烈空坐 拉帝歐斯 拉帝亞斯 鋼鎧鴉                                       | 「皮卡丘彩繪機 NH」                                                         |
|                      | 全日本空輸     | 波音777-381ER       | JA784A   | 2023年6月  | 無（預計2028年）     | 無           | 伊布 雷伊布 火伊布 水伊布 太陽伊布 月亮伊布                                                    | 皮卡丘 伊布 仙子伊布 葉伊布 冰伊布                                                           | 「伊布彩繪機 NH」                                                           |
|                      | 嘉鲁达印尼航空 | 波音737-8U3         | PK-GMU   | 2024年2月  | 無（預計2029年）     | 無           | 螢光魚 傑尼龜 墨海馬 巨翅飛魚 巴大蝶 皮卡丘                                                    | 長尾怪手 霸王花 走路草 伊布 皮卡丘 甜竹竹                                                    | 「皮卡丘彩繪機 GA-1」                                                       |
|                      | 嘉鲁达印尼航空 | 空中巴士 A330-343X  | PK-GPY   | 2025年4月  | 無（預計2030年）     | 無           | 皮卡丘(x3)                                                                                     | 皮卡丘(x2)                                                                                   | 「皮卡丘彩繪機 GA-2」                                                       |

## 外部連結
- All Nippon Airways Pokémon Jet website （页面存档备份，存于） （日語）
- Pokémon Air Adventures website（英語） （页面存档备份，存于）